# Valestrands kommun
Valestrands kommun (norska: Valestrand kommune) var en kommun i Hordaland fylke i västra Norge. Kommunen omfattade den norra delen av nuvarande Sveio kommun. Byn Valevåg utgjorde kommunens centralort.

## Administrativ historik
Valestrands kommun upprättades den 15 maj 1868 genom utbrytning ur Stords kommun. Kommunen hade 900 invånare vid upprättandet.
Den 1 april 1870 överfördes ett bebott område (Øklandsgrend med 247 invånare) från Finnås kommun till Valestrands kommun.
Den 1 januari 1964 gick Valestrands kommun, tillsammans med delar av kommunerna Skjold och Vikebygd, upp i Sveio kommun. Kommunens hade då 1 216 invånare.